# Antiochos Hiérax
Pour les articles homonymes, voir Antiochos et Hierax.
Antiochos Hiérax (« l'Épervier »), mort vers 226 av. J.-C., est un prince séleucide qui règne sur une partie de l'Anatolie durant une douzaine d'années dans la seconde moitié du IIIe siècle av. J.-C., jusqu'à environ 228.
Afin de conserver le contrôle de la région dont il usurpe le titre de roi, Antiochos entre dans un conflit contre son frère Séleucos II, une « Guerre des Frères » qui affecte durablement le pouvoir séleucide en Asie Mineure. La chronologie de son règne est incertaine, ouvrant aux conjectures.

## Biographie

### Accession au pouvoir
Fils cadet d'Antiochos II et de Laodicé Ire, Antiochos naît probablement vers 255 av. J.-C.. La mort d'Antiochos II en 246 av. J.-C, peut-être par un empoisonnement ourdi par son épouse, constitue une cause majeure de la troisième guerre de Syrie. Il semble avoir été nommé  par son frère aîné Séleucos II à la défense des intérêts séleucides en Asie Mineure contre l'expansion de Ptolémée III, probablement épaulé par le commandant séleucide de Sarde Alexandre, gouverneur de la région pour Antiochos II et frère de Laodicé.
Vraisemblablement sous l’influence de sa mère, le prince réclame ensuite de son aîné, en difficulté face aux forces lagides, la possession des provinces anatoliennes, que ce dernier accepte de lui confier probablement sous la forme d'une corégence.
Antiochos aurait alors, influencé par Laodicé et son frère Alexandre, cherché à obtenir son indépendance et la royauté tout entière, élargissant son territoire et son autorité : il y gagne son surnom de Hiérax, l'« Épervier » parce que, suivant Justin, « avide comme un oiseau de proie, il ne song[e] qu'à s'enrichir de dépouilles ».
Hierax établit alors sur la région un royaume qui perdure une douzaine d'années, dont l'histoire et l'étendue même restent largement obscures, ouvrant aux conjectures. Il semble que le pouvoir d'Antiochos se soit étendu sur la vallée de l'Herme et Sardes, une partie de la Phrygie ainsi que sur l'Hellespont et la Troade.

### Guerre fratricide
En 241 av. J.-C., ayant fait la paix avec l'Égypte lagide, Séleucos II tente de recouvrer les territoires anatoliens usurpés par son frère, entamant contre ce dernier un conflit connu sous le nom de « Guerre des Frères » ou « Guerre fratricide », dans une lutte qui affecte durablement le pouvoir séleucide en Asie Mineure. Séleucos défait d'abord son frère en Lydie, mais est lui-même ensuite sévèrement battu à Ancyre vers 240-239 par des mercenaires galates et les troupes de Mithridate II du Pont, probablement réunis dans une alliance avec Antiochos.
La bataille marque la perte de la région au-delà des Monts Taurus pour le souverain séleucide qui doit fuir en Cilicie et Antiochos règne dès lors sur l'Anatolie, où il frappe monnaie, d'autant plus facilement que son frère doit se rendre dans les Hautes Satrapies d'Asie en réponse à l'incursion des Parni en Parthie. Le pouvoir d'Antiochos reste cependant instable, notamment marqué par des relations difficiles voire conflictuelles avec ses alliés et les mercenaires galates. Néanmoins, il semble qu'à l'instar de son père, il ait cherché à contrôler le Bosphore et son pouvoir semble reconnu par les souverains régionaux ainsi qu'en attester son mariage avec la fille du roi Ziaèlas de Bythinie.

### Guerre contre Attale et fin du règne
Au lendemain de la bataille d'Ancyre, Antiochos Hiérax connaît des difficultés avec les mercenaires galates. Les mercenaires, conscients d'avoir vaincu le véritable roi, menacent de décimer la famille royale (dont Antiochos) s'ils ne sont pas généreusement payés. Afin de les conserver à ses côtés et de les occuper, Antiochos paye grassement les Galates et décide de les entraîner contre Pergame vers 238 av. J.-C. Bien qu'il ait engrangé dans un premier temps quelques victoires, Antiochos est finalement vaincu par le dynaste de Pergame Attale Ier qui en profite pour prendre à le titre royal et reçoit le cognomen de « Sauveur » (soter).
Antiochos entame alors un parcours aventureux dont la chronologie est difficile à reconstituer, au cours duquel il essuie trois défaites successives face à Attale qui le bat en Phrygie, en Lydie puis en Carie. Chassé de toutes ses possessions, Antiochos cherche en vain à se substituer à son frère en Syrie et en Mésopotamie, en profitant du fait que celui-ci soit en campagne contre les Parthes en Iran mais est vaincu en Mésopotamie par les armées de Séleucos. Pourchassé, il se réfugie à la cour d'Ariarathe III, roi de Cappadoce et époux de sa sœur Stratonice. Accueilli favorablement, mais se sentant menacé, il se réfugie alors auprès de Ptolémée III, qu'il a pourtant combattu auparavant. Mais Ptolémée III voit encore en lui un rival et le fait jeter en prison. Antiochos Hiérax, aidé par une courtisane, parvient à tromper ses gardes et s'échapper mais périt dans sa fuite en Thrace, assassiné par des voleurs ou des mercenaires galates.

## À travers le monnayage
Antiochos Hiérax s'est approprié le titre et les fonctions de roi aux dépens de son frère : après sa victoire à la bataille d'Ancyre, il fait frapper monnaie. Ses ateliers principaux se situent en Troade et en Hellespont. Antiochos doit  convaincre les communautés d'Anatolie qu'il est le prétendant le plus crédible à la couronne ; il se crée à travers son monnayage une image royale distincte délicate à comprendre. Le droit montre un roi séleucide avec des orbites creusées et un nez très droit, des cheveux bouclés et relevés, recouvrant le diadème. Un Apollon légèrement habillé est assis sur l'omphalos avec la légende ΒΑΣΙΛΕΟΣ ΑΝΤΙΟΧΟΥ (« du roi Antiochos ») est représenté sur tous les revers. En consultant le monnayage d'Antiochos, nous remarquons que sont régulièrement représentés au droit Antiochos Ier, son grand-père, et Antiochos II, son père. Il cherche donc à établir une connexion avec ses ancêtres afin de se lier à la dynastie séleucide.

## Sources antiques
- Justin, Abrégé des Histoires philippiques de Trogue Pompée [détail des éditions] [lire en ligne]